# Versteckte Kamera
Eine versteckte Kamera wird eingesetzt, um Film- oder Videoaufnahmen von Personen anzufertigen, ohne dass die betreffenden Personen dies bemerken. Der Begriff wird häufig im Zusammenhang mit zwei Arten von Fernsehsendungen verwendet: Mit Hilfe von versteckten Kameras werden zum einen amüsante Situationen für Unterhaltungssendungen aufgezeichnet und zum anderen journalistische Sendungen produziert, die der Aufklärung des Publikums dienen sollen. Versteckte Kameras werden aber auch in anderen Bereichen eingesetzt.
Meistens wird eine Videokamera als versteckte Kamera eingesetzt, seltener eine Filmkamera (aber auch ein Fotoapparat, der einzelne Bilder aufnimmt, kann eine „versteckte Kamera“ sein). Eine Kamera kann auf verschiedene Arten verborgen werden, zum Beispiel durch Einbau in eine Wand, durch Aufstellung hinter einem Einwegspiegel oder durch Aufnahmen aus großer Entfernung. Minikameras können in Taschen, Fernsehgeräten, Mobiltelefonen, Kleidungsstücken und ähnlichen Gegenständen versteckt werden. Bei Tierfilmen spricht man normalerweise nicht von „Aufnahmen mit versteckter Kamera“, auch wenn die Kamera getarnt oder auf andere Weise verborgen wurde (siehe z. B. Kamerafalle).

## Verwendung

### Unterhaltungssendungen im Fernsehen
Im Bereich der TV-Unterhaltung sind versteckte Kameras eine Voraussetzung für die Produktion von Sendungen, bei denen ahnungslose Personen mit absurden oder lustigen Situationen konfrontiert werden, die eigens für sie arrangiert wurden. Von diesen Personen unbemerkt werden dabei ihre Reaktionen gefilmt und hinterher dem Publikum vorgeführt. Oft wird ein Kandidat von einem Lockvogel zu einer peinlichen oder amüsanten Handlung gebracht, welche ohne Wissen des Opfers gefilmt wird. Daraus ergibt sich der Unterhaltungswert.
1948 brachte Allen Funt mit der US-amerikanischen Sendung Candid Camera das Format erstmals ins Fernsehen. (Der Titel ist ein Wortspiel, da candid camera „Kleinstbildkamera“ bedeutet, candid aber auch „offen, ehrlich“ bedeutet.) Chris Howland moderierte ab 1961 mit Vorsicht Kamera – Beobachtungen von und mit Chris Howland als erster in Deutschland eine solche Sendung. In Österreich präsentierte Alfred Böhm ab 1969 Mit versteckter Kamera.
Das Format ist weltweit verbreitet. Bekannte deutsche Sendungen mit versteckten Kameras sind Verstehen Sie Spaß?, Fette Falle, Böse Mädchen, Comedystreet, Para-Comedy, Die Versteckte Kamera  (ZDF 1994–2003, anfänglich unter dem Titel Voll erwischt; Neuauflage 2016–2018 Die Versteckte Kamera – Prominent reingelegt!) oder Die Comedy-Falle. Internationale Produktionen sind beispielsweise Scare Tactics, Naked & Funny, Teleboy, Trigger Happy TV, Videomatch oder Punk’d. Daneben gibt es zahlreiche weitere Sendungen mit ähnlichen Inhalten. Bei einigen dieser Sendungen werden die vorgeblichen „Opfer“ der Filme im Vorfeld über die Aufnahmen informiert, das heißt, es wird oft nur suggeriert, dass Videos mit versteckter Kamera aufgenommen worden seien.
Aufgrund kultureller und rechtlicher Unterschiede hat sich das Format in vielen Ländern leicht unterschiedlich entwickelt. So entsteht der überwiegende Teil der international angefertigten Clips mit zufällig am Drehort eintreffenden Personen oder solchen, die über eine Falschinformation, die Coverstory in Zeitungsanzeigen o. ä. gesucht werden. Es ist oft üblich, Opfer über ihre Teilnahme am Streich nicht zu informieren, insbesondere wenn die Aufnahmen in Menschenmengen geschehen oder die Opfer verärgert das Weite suchen. In Deutschland muss das Opfer nach den Aufnahmen vollständig aufgeklärt und um Sendeerlaubnis gebeten werden. Oft wird die Teilnahme an der Fernsehshow angeboten. Es werden auch häufig prominente Personen zum Opfer gemacht.

### Heimliche Aufnahmen zur Aufklärung der Öffentlichkeit
Verborgene Kameras werden auch für die journalistische Berichterstattung im Fernsehen eingesetzt. So werden mit diesem Hilfsmittel unseriöse Geschäftspraktiken dokumentiert, etwa wenn unehrliche Handwerker unnötige Reparaturen an eigentlich nicht defekten Elektrogeräten durchführen. Ein anderes Beispiel sind Betrugstricks, die an ahnungslosen Personen ausprobiert und mit versteckter Kamera gefilmt werden (selbstverständlich mit anschließender Aufklärung und Rückgabe der erschwindelten Geldbeträge). Die Aufnahmen werden dann zur Warnung der Zuschauer gezeigt. Auf diesem Konzept beruhte die ZDF-Serie Vorsicht Falle!, die 37 Jahre lang ausgestrahlt wurde (1964–2001). Wo die Protagonisten solcher heimlich gedrehter Aufnahmen einer Ausstrahlung nicht zustimmen, werden Gesichter unkenntlich gemacht und Dialoge nachgesprochen.
Im investigativen Fernsehjournalismus ist die versteckte Kamera ein wichtiges Hilfsmittel zur Dokumentation skandalöser Zustände oder krimineller Aktivitäten geworden. Sie wird regelmäßig von Sendungen wie Report Mainz, Monitor, Kontraste oder Frontal21 eingesetzt.
Auch Organisationen und Privatpersonen drehen mit versteckter Kamera aufklärende Filme. Im Jahr 2014 dokumentierte beispielsweise eine 24-jährige Schauspielerin in New York, wie oft sie bei normalen Gängen durch die Straßen der Stadt von Männern belästigt wurde, indem ihr Freund die Szenen mit einer versteckten Kamera festhielt. Der daraus entwickelte zweiminütige Videoclip wurde im Internet veröffentlicht und erzielte innerhalb eines Jahres mehr als 40 Millionen Abrufe. Die Aktion wurde von einer Organisation initiiert, die sich gegen Alltagssexismus engagiert. Das Video wurde mehrfach unter anderen Bedingungen nachgeahmt und auch parodiert.
Tierschützer haben häufig mit versteckter Kamera gefilmt, um auf Verletzungen des Tierwohls hinzuweisen: in der Massentierhaltung, in Zuchtbetrieben, bei Viehtransporten, bei der Wilderei oder auch in Labors für Tierversuche, in der Zirkus-Tierhaltung und in Zoos.

### Weitere Einsatzbereiche
Versteckte Kameras werden auch von Geheimdiensten und der Kriminalpolizei genutzt. Sie zählen zu den schwereren Eingriffen in die Privatsphäre der Bürger und müssen daher in demokratischen Rechtsstaaten regelmäßig durch einen Richter angeordnet werden. Werden sie, etwa zum Zwecke der Observation, in privaten Wohnungen installiert, gelten hierbei aufgrund des Grundrechts auf Unverletzlichkeit der Wohnung besonders hohe Anforderungen an die Verhältnismäßigkeit (siehe auch Art. 8 Abs. 1 EMRK und Art. 7 Grundrechte-Charta); in Deutschland wird dies durch ein besonderes Gremium überwacht.
Auch Privatdetektive setzen versteckte Kameras zur Aufklärung von Straftaten wie Diebstahl, Unterschlagung und Sachbeschädigung ein, nicht aber zum Ausspionieren des Privatlebens.
Überwachungskameras werden je nach Umgebung und Einsatzzweck entweder sichtbar montiert oder als versteckte Kamera realisiert. Wenn ein Schild mit einer Warnung wie „Dieser Bereich wird videoüberwacht“ auf eine ansonsten unauffällige Überwachung hinweist, handelt es sich nicht mehr um eine versteckte Kamera im Sinne der Definition, da der Leser über die Videoaufzeichnung informiert wird. Gleiches gilt für die in der Regel gut sichtbaren Bodycams von Polizeibeamten.
Manche Voyeure versuchen ihren Trieb mit Hilfe einer versteckten Kamera zu befriedigen. Darüber hinaus gibt es Kriminelle, die heimliche Aufnahmen für eine Erpressung oder Nötigung zu nutzen versuchen.
Auch zur Überwachung von Geschwindigkeitsverstößen im Verkehr werden gelegentlich versteckte Kameras eingesetzt.

## Rechtliche Situation

### Persönlichkeitsrecht
Das Filmen anderer Personen ohne deren Zustimmung bewegt sich stets in einer heiklen Rechtslage, da hierbei schnell Persönlichkeitsrechte verletzt werden.
Eine Veröffentlichung von heimlich gemachten Aufzeichnungen ohne Zustimmung der Betroffenen verstößt etwa in Deutschland in der Regel gegen das Persönlichkeitsrecht, insbesondere das Recht am eigenen Bild, und ist damit grundsätzlich unzulässig. Auch das bloße Anfertigen der Aufnahmen kann bereits strafbar sein: So stellt § 201 StGB (Verletzung der Vertraulichkeit des Wortes) Tonaufnahmen von nichtöffentlichen Gesprächen unter Strafe und § 201a die Verletzung des höchstpersönlichen Lebensbereichs und von Persönlichkeitsrechten durch Bildaufnahmen. Sofern die Opfer in eine komische oder peinliche Situation gebracht werden, kann dies zudem eine unzulässige Persönlichkeitsrechtsverletzung bis hin zu einer nach § 185 StGB strafbaren Beleidigung sein, die jeweils auch zu Schadenersatz verpflichten kann.
Allerdings kann im konkreten Einzelfall das Informationsinteresse der Allgemeinheit gegenüber dem Persönlichkeitsrecht des Betroffenen durchaus überwiegen, wenn beispielsweise „die Bedeutung der Information für die Unterrichtung der Öffentlichkeit und für die öffentliche Meinungsbildung eindeutig die Nachteile überwiegt, welche der Rechtsbruch für den Betroffenen und die Geltung der Rechtsordnung nach sich zieht“ (siehe Zulässigkeit von Äußerungen in der Berichterstattung).
2015 entschied der Europäische Gerichtshof für Menschenrechte in einem Fall im Kontext von Investigativ-Journalismus, dass verdeckte Aufnahmen rechtmäßig sein können. Der Gerichtshof entschied damit anders als das schweizerische Bundesgericht im  Jahre 2008, das keine Rechtfertigung für verdeckte Bild- und Tonaufnahmen bei investigativem Journalismus sah.

### Schädigung durch die Streiche
Grundsätzlich ist eine Schädigung der „Opfer“ oder Dritter nicht zulässig. In Deutschland ist es auch untersagt, Personen in potentiell gefährliche, vorgetäuscht gefährliche oder ehrverletzende Situationen zu bringen, selbst wenn diese nachträglich der Videoaufnahme zustimmen. Nicht verboten, aber unerwünscht ist zum Beispiel die fingierte Konfrontation mit makabren Gegenständen.
Das Oberlandesgericht München wies 1997 die Klage einer Zeitung ab, die auf ihrer Titelseite über einen durch „Versteckte Kamera“ vorgetäuschten Satelliteneinschlag berichtet hatte. Dieser Bericht musste am Folgetag widerrufen werden. Da dieser Bericht das Ergebnis unzureichender Recherche der Zeitung und nicht primär Ergebnis der Täuschung sei, wies das Gericht die Klage ab.